# Chambre de commerce et d'industrie France-Moldavie
La Chambre de Commerce et d'Industrie France-Moldavie, ou CCI France-Moldavie, issue du « Club France », est une institution fondée par des chefs d'entreprise français, établis en Moldavie, avec le soutien de l'Alliance Française de Moldavie et l'Ambassade de France en République de Moldavie. Son siège est hébergé par l'Alliance Française de Moldavie. La CCI France-Moldavie est une association patronale non gouvernementale de droit moldave, à but non lucratif. Elle est l’une des 120 chambres du réseau de CCI France international - anciennement Union des Chambres de Commerce et d’Industrie Françaises à l’Etranger (UCCIFE) -, présent dans 90 pays à travers le monde.

## Historique

### Identité visuelle (logo)

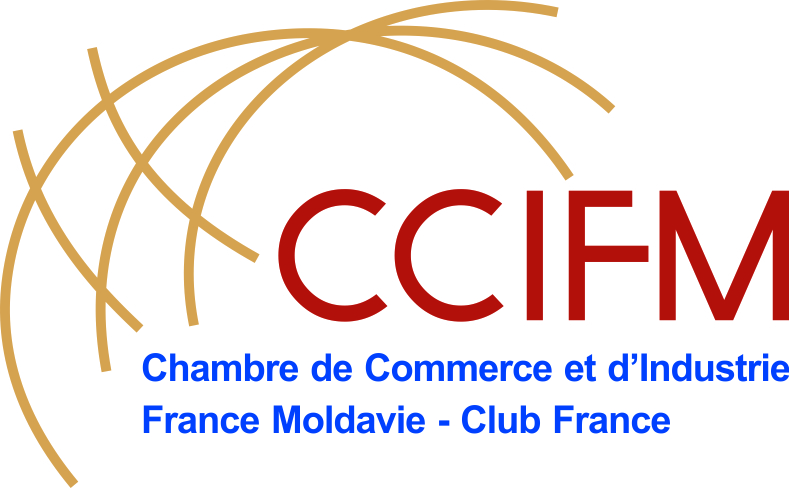
Logo de 2008 à 2014
Logo depuis avril 2014

## Missions
La CCI France-Moldavie a pour vocation d'institutionnaliser, d’animer et représenter la communauté d’affaires française - et plus largement francophone - en République de Moldavie. Son rôle est de développer et attirer de nouveaux investissements dans le pays et de soutenir le développement des échanges commerciaux entre la France et la Moldavie. La CCI France-Moldavie assiste les entreprises françaises et moldaves par des services d’appui, de logistique, de promotion, de communication,  d’information, et de formation Elle est également le partenaire de Business France Roumanie et d'Awex (Agence Wallonne à l'exportation et aux investissements étrangers) en République de Moldavie.

## Soutien aux entreprises
Les services sont divisés en plusieurs catégories. La CCI France-Moldavie offre des services d'information sur le marché moldave ou français, réalise ou accompagne des missions de prospections, apporte des services d'appui aux entreprises moldaves et françaises qui souhaitent se développer sur l'un ou l'autre marché. Elle a aussi développé des activités de formation professionnelle - Executive MBA et Advanced Management Program - en partenariat avec Toulouse Business School

## Appartenance au réseau CCI France international
La CCI France-Moldavie fait partie intégrante du réseau de CCI France international (ex-UCCIFE) qui rassemble 120 chambres dans 90 pays. CCI France international constitue un réseau mondial de relations et de contacts d’affaires de plus de 32 000 entreprises.